# Pedro Depablos
Pedro Depablos (Rubio, 2 gennaio 1977) è un ex calciatore venezuelano, di ruolo attaccante.